# Sirató gerle
A sirató gerle vagy gyászos gerle (Zenaida macroura) a madarak osztályának  galambalakúak (Columbiformes) rendjébe és a galambfélék (Columbidae) családjába tartozó faj.
A Brit Virgin-szigetek hivatalos madara.

## Előfordulása
Az Amerikai Egyesült Államok északi részétől Panamán keresztül a Karib-tenger szigetein és a Bahama-szigeteken honos. Magyarország eyes részein is hallható. Az északi területekről délre vonul. Kedveli a nyílt élőhelyeket, mint a városi területeket, tanyát, prérit, legelőt és ritka fás területet, kerüli a mocsarakat és a sűrű erdőket.

## Alfajai
- karibi sirató gerle (Zenaida macroura macroura) - A Nagy-Antillák szigetein őshonos alfaj. Újabban meghonosodott a Floridai-szigetek némelyikén is.
- keleti sirató gerle (Zenaida macroura carolinensis) - Észak-Amerika keleti részén honos, előfordul továbbá a Bahama-szigeteken és a Bermuda-szigeteken is.
- nyugati sirató gerle (Zenaida macroura marginella)- Az Amerikai Egyesült Államok nyugati területein és Mexikóban él.
- clarión-szigeti sirató gerle (Zenaida macroura clarionensis) - Kizárólag a Mexikó csendes-óceáni szigetcsoportjához, a Revillagigedo-szigetekhez tartozó Clarión-szigeten honos alfaj.
- Zenaida macroura tresmariae
- közép-amerikai sirató gerle (Zenaida macroura turturilla) - Közép-Amerika földhídi országaiban él.

## Megjelenése
Testhossza 32 centiméter. Arcrészén két fekete csík van, sötét szemeit világoskék szemgyűrű szegélyezi. Szárnyain sötét szárnyfoltok találhatók, külső farktollai fehérek.
|  |  |

## Életmódja
Csapatosan a talajon keresgéli táplálékát. Tápláléka szinte teljesen magvakból áll, ritkán esznek csigákat és rovarokat. Emésztés közben pihen, néha  csipked homok kavicsot, vagy homokot, ami segíti az emésztést. Az általa kedvelt magvak közé tartoznak az alábbiak: dió, kukorica, szezámmag, búza. Az elsődleges rá veszélyes ragadozók a nappali ragadozó madarak. A fészkére veszélyesek a varjúfélék, a macska és a siklófélék.

## Szaporodása
A fészeknek való helyet, ami általában tűlevelű vagy lombhullató fa, a tojó választja ki. A fészket a tojó készíti, a hím pedig hordja a fészekhez való anyagot, ami tűlevelű fa levele és fűszál. Néha igénybe veszi az elhagyatott fészkeket. Fészekalja szinte mindig 2 kis fehér tojásból áll, melyen mindkét szülő kotlik. A költési idő 2 hét. A fiókákat a szülők az első 3–4 nap galambtejjel etetik, majd utána a növényi tejeket fokozatosan növelik magvakra. A kirepülés 11–15 napon belül történik. A melegebb területeken egy szezonban akár 6 fészekaljt is felnevelnek. A párok általában újra ugyan azon a területen költenek a következő szaporodási időszakban, néha együtt is maradnak egész télen. Ugyanakkor a magányos egyedek találnak maguknak új párt ha szükséges.
|  |  |  |